# Rastow
Rastow é um município da Alemanha, situado no distrito de Ludwigslust-Parchim, no estado de Mecklemburgo-Pomerânia Ocidental. Tem 51,66 km² de área, e sua população em 2019 foi estimada em 1.930 habitantes.